# 喜劇 泥棒大家族 天下を盗る
『喜劇 泥棒大家族 天下を盗る』（きげき どろぼうだいかぞく てんかをとる）は、1972年に制作された植木等主演作品。クレージーキャッツのメンバーからは、谷啓と犬塚弘、安田伸、桜井センリが出演している。併映作品は『にっぽん三銃士 おさらば東京の巻』（監督：岡本喜八、主演：小林桂樹）。

## 概要
東宝創立40周年を記念して製作された作品のひとつで、『ニッポン無責任時代』から『日本一のショック男』まで、足かけ10年にわたり全30作が作られた東宝クレージー映画の+α的な作品である。
本作は未ソフト化であるが、2017年1月には、CS・日本映画専門チャンネルにて『新春特選・日本の初笑い特集』の1つとしてTV初放送された。

## ストーリー
過疎村になっていた筑豊炭田。ところがその中に、電化製品をズラリと並べた住宅街があった。猪狩時之助を総親分に戴き、一族深い絆で結ばれた大万引き一家の住処である。ある日、時之助の号令で門次郎以下が東京に大進撃を開始。盗品は次々と鉄道便で集落へ発送した。その後全員が集落へ戻って来たが、仕事の割には稼ぎが少ない昇作、恒夫たちは、時之助、タツノ、千吉たちが温泉へ行っている間に、時之助に無断で東京へ・・・。

## スタッフ
- 製作：渡辺晋、大木舜二
- 監督：坪島孝
- 原作：加藤延之『こちら特報部・泥棒村潜入記』（東京新聞、1971年1月3日 - 1月15日連載の記事[2]）
- 脚本：田波靖男、中西隆三
- 音楽：佐藤勝
- 撮影：岡崎宏三
- 美術：竹中和雄
- 録音：磯崎倉之助
- 照明：下村一夫
- 整音：西尾昇
- 編集：武田うめ
- スチール：岩井隆志
- 監督助手：今村一平
- 製作担当者：内山甲子郎
- 現像：東洋現像所
- 協力：東武百貨店

## キャスト
- 猪狩時之助：植木等
- 門次郎：谷啓
- 長一：犬塚弘
- 山田：安田伸
- 桜田：桜井センリ
- アケミ：八並映子
- 馬上千吉：藤田まこと
- 大鹿タツノ：ミヤコ蝶々
- 大鹿秋子：紀比呂子
- 大鹿夏子：江夏夕子
- 横川春子：太地喜和子
- 猪狩冬子：山東昭子
- 谷川昇作：なべおさみ
- 谷川ノボル：石井聖孝
- 大岡明男：阿藤海（阿藤快）
- 小西恒夫：小松政夫
- 草田進：岸部シロー（岸部四郎）
- 三吉：小沢直平
- ヨシ子：本田みちこ
- 猪の吉：二瓶正也
- 鹿三：鈴木和夫
- 白川譲二：峰岸徹
- 正夫：井上順之（井上順）
- 大門米太郎：藤村有弘
- 山森松蔵：三木のり平
- 梅吉：石立和男
- 藤山巡査：米倉斉加年
- 森川巡査：伴淳三郎
- 署長：太宰久雄
- 運転手：松崎真

## 同じ集団をモデルとした作品
本映画は、北九州に実在した、実際の窃盗集団をモデルとしたものだが、同じ集団をモデルを元にした作品に以下がある。
- 結城昌治『白昼堂々』1966年刊行の小説
- 映画『女 咲かせます』 - 上記小説を原作とした、1987年公開の松竹映画